# 周可茵
周可茵（英語：Yomi Chow Ho Yan，1995年12月27日—）是香港無綫電視的新聞從業員，2018年7月加入無綫電視，為無綫新聞台高級主播。

## 簡歷
周可茵小學就讀於東華三院鄧肇堅小學，中學就讀馬錦明慈善基金馬可賓紀念中學。2017年，她於香港樹仁大學新聞與傳播學系畢業，同年加入now新聞任職，12月加入亞洲電視擔任財經節目主持並2018年6月辭職。2018年7月，她過檔無綫電視應張文采的推薦，做無綫新聞台主播。
2020年1月開始擔任《香港早晨》主播和主持翡翠台天氣報告，接替已離職無線新聞台的主播張文采。

## 外部連結
- 周可茵的Instagram帳戶